# Dendrocerotaceae
La famiglia Dendrocerotaceae è uno dei gruppi delle antoceratofite.